# Piscina Escolar de la Universidad de Chile
La Piscina Escolar de la Universidad de Chile, también conocida como «Piscina Universitaria Temperada», es una piscina de la ciudad chilena de Santiago, construida en 1929 durante la presidencia de Carlos Ibáñez del Campo, dentro de un plan de desarrollo para mejorar la capacidad física y calidad de vida de los jóvenes. Fue diseñada por el arquitecto chileno de origen polaco Luciano Kulczewski.

## Características

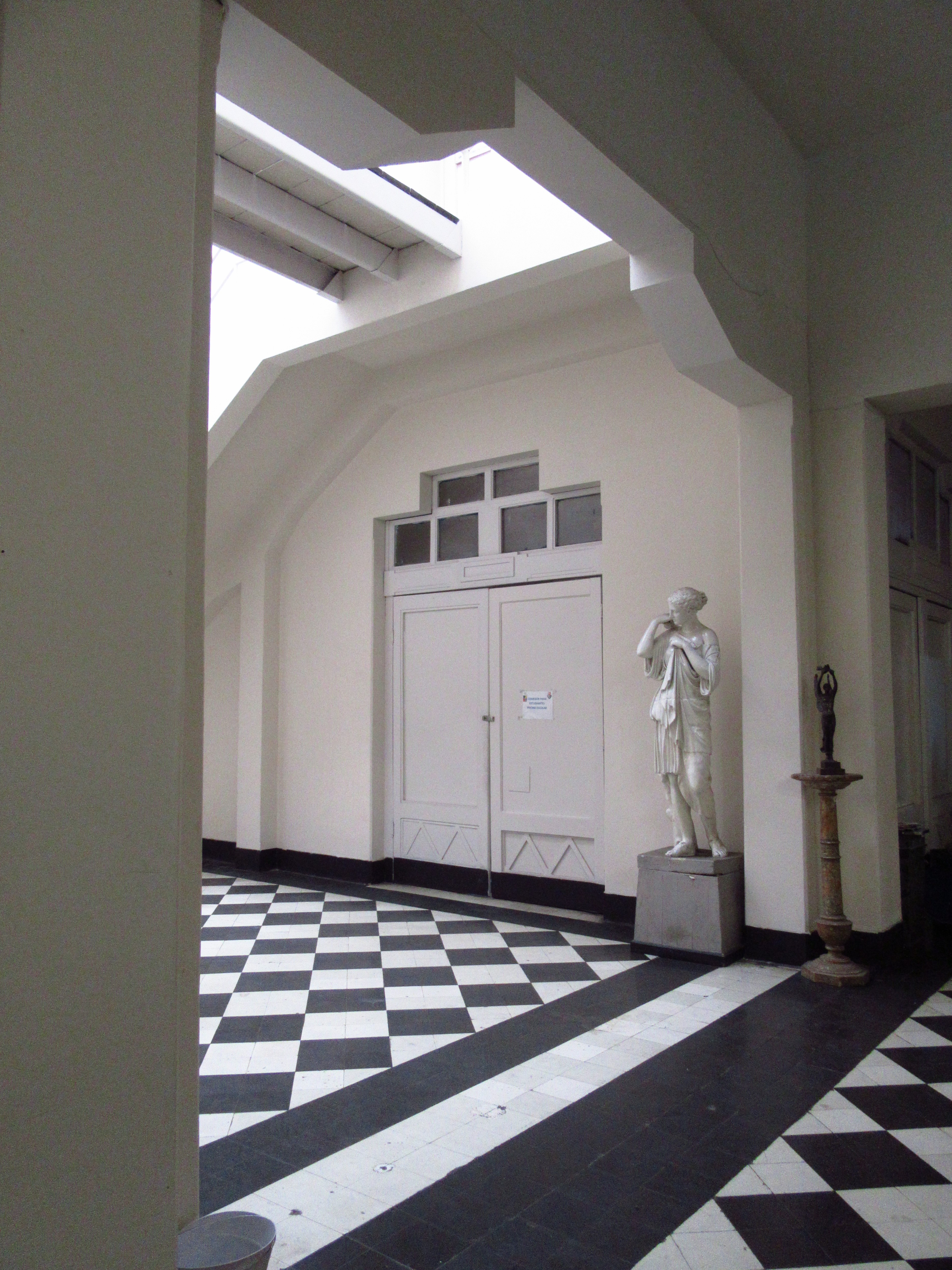
Área interior.

El edificio, de estilo art déco, está ubicado en Avenida Santa María, 983, Independencia, Santiago de Chile, ribera norte del río Mapocho. Se trata de una construcción de aproximadamente 3500 m², que dispone en su parte central de una piscina temperada de ocho andariveles y mide 25 metros de largo por 17 de ancho.
Actualmente el edificio se encuentra declarado «Inmueble de Conservación» por el Ministerio de Vivienda y Urbanismo. En 2014 la Universidad de Chile ganó un concurso de protección patrimonial del Consejo Nacional de la Cultura y las Artes (CNCA), para restaurar las tres fachadas de la piscina que dan hacia Avenida Santa María, Independencia y Calle Artesanos. En 2016 fue aprobada como Monumento Nacional en categoría de Monumento Histórico, y su declaración se materializó por decreto supremo N° 306, del Ministerio de Educación, que se publicó en el Diario Oficial el 10 de diciembre de 2016.
El 30 de julio de 2011 se realizó, en el marco de las movilizaciones estudiantiles de ese año, una «Natatón» por la Educación Chilena, que tuvo una duración de 48 horas y en la cual cada participante debió nadar quince minutos en la piscina.